# Алмали (Єскельдинський район)
Алмали́ (каз. Алмалы) — село у складі Єскельдинського району Жетисуської області Казахстану. Входить до складу Конирського сільського округу.
У радянські часи село називалося Алмалінка.
Населення — 26 осіб (2021; 53 у 2009, 57 у 1999, 277 у 1989).